# Бекон

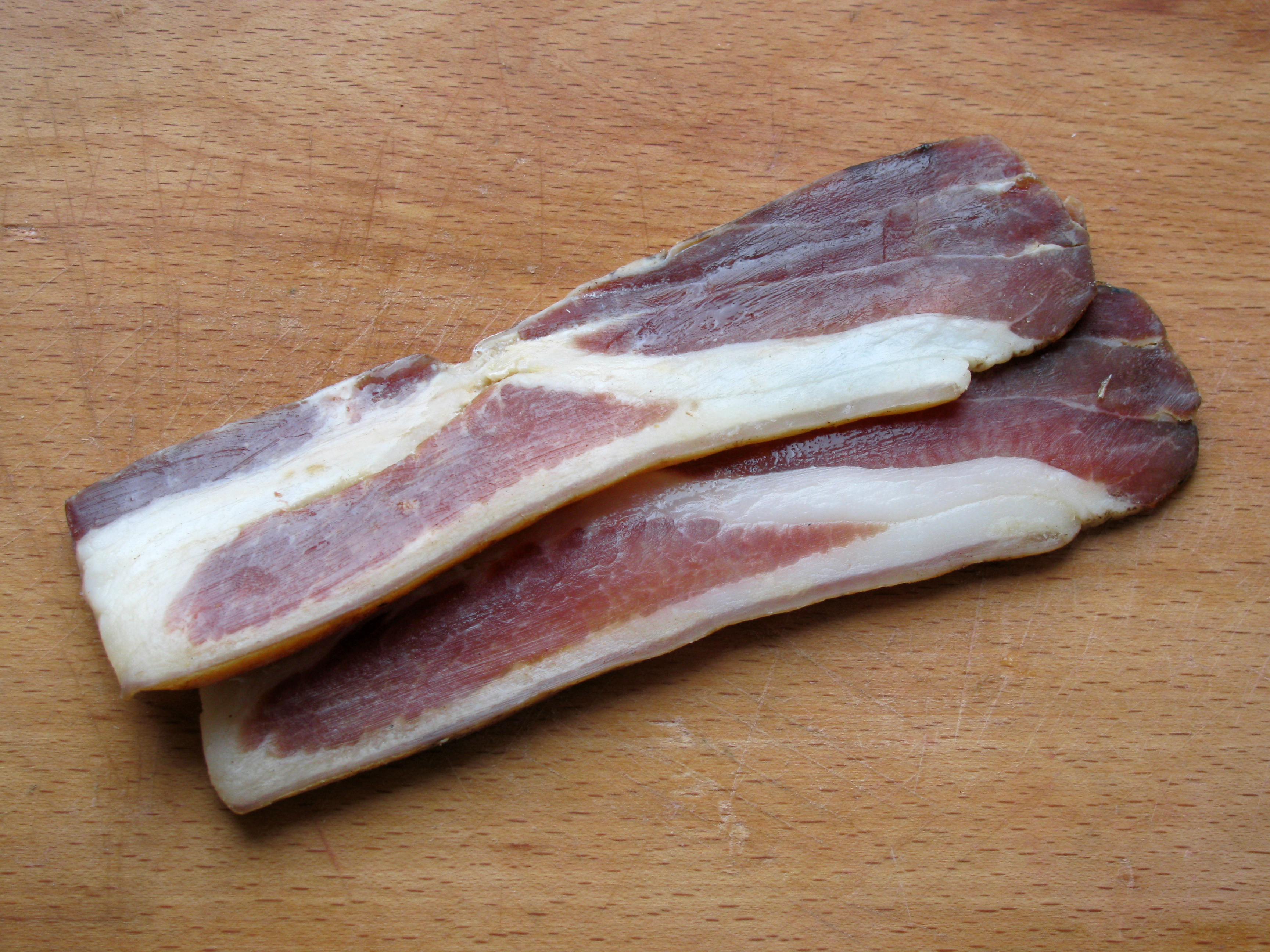
Бекон солено-копчений

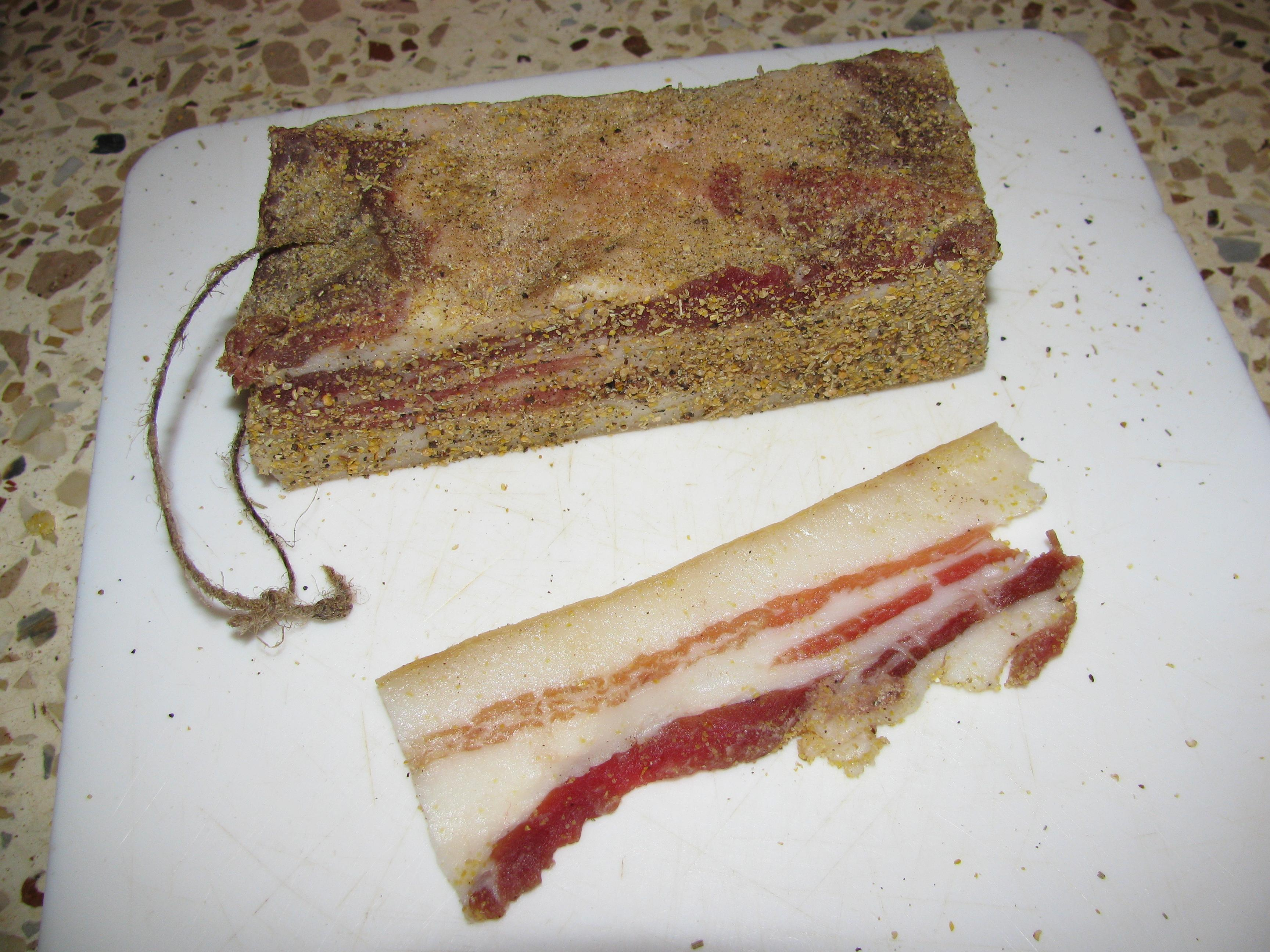
Бекон домашнього приготування

Беко́н (англ. bacon, запозичене зі старофранцузької), також бочок — малосольна свинина з туш спеціально вигодуваних молодих свиней.
Відзначається високою калорійністю, ніжністю, добре засвоюється організмом людини. Виготовляють бекон методом холодного чи мокрого соління, з додаванням різноманітних приправ; солений, копчено-солений, солено-варений, консервований та ін.
Найкращий бекон одержують від свиней беконних порід, забитих у 5—7-місячному віці.